# 芙蓉オートリース
芙蓉オートリース株式会社（ふようオートリース）は、みずほフィナンシャルグループであり自動車のリース、割賦販売及びの各事業を営む芙蓉総合リース傘下の企業である。また、日本自動車リース協会連合会 東京自動車リース協会 正会員である。

## 事業所所在地
- 本社 - 東京都千代田区九段北一丁目13番5号 ヒューリック九段ビル11階
- 支店
  - 札幌支店 - 北海道札幌市中央区北3条西3丁目1番44号 ヒューリック札幌ビル7F
  - 仙台支店 - 宮城県仙台市青葉区中央1丁目6番35号 東京建物仙台ビル19F
  - 名古屋支店 - 愛知県名古屋市中区錦2丁目2番2号 名古屋丸紅ビル6F
  - 大阪支店 - 大阪府大阪市中央区高麗橋4丁目4番9号 淀屋橋ダイビル6F
  - 四国支店 - 高知県高知市菜園場町1番21号 四国総合ビル6F
  - 福岡支店 - 福岡県福岡市中央区天神2丁目8番49号 ヒューリック福岡ビル8F
  - 熊本支店 - 熊本県熊本市国府1丁目20番1号 肥後水前寺ビル4F